# GL09P
GL09P (じーえるぜろきゅうぴー) は、ZTEジャパンによって開発された、ワイモバイル（旧イー・アクセス）による第3.9世代移動通信システム、AXGP通信サービス（Wireless City PlanningからのMVNOによる提供）・EMOBILE 4Gに対応したモバイルWi-Fiルーター端末である。また、EMOBILE LTE、EMOBILE G4にも対応するほか、MVNOにより、ソフトバンクモバイルのULTRA SPEED網にも対応する。
「Y!mobile」にブランド変更後も、本端末は従来のイー・モバイルブランドのままで販売されている(ただし、契約可能なプランは、イー・アクセスのプランは契約できず、Y!mobileブランドで新設されたものとなり、なおかつ沖縄県のユーザはウィルコム沖縄との契約になる)。

## 概要
上述のように、イー・アクセスが発売する端末としては、初めてMVNO回線によるネットワークとのトライモードとなっている。
電池パック交換は、ユーザが行うことができず、有償の預かり修理にて対応する（GL01P、GL04P、GL07Sなども不可）。
なお、本端末にはSIMロックがかけられている。このため、本来はW-CDMAの周波数帯が、本端末においてはBands 1/5/9/11に対応しているが、国内ではBands 9/11、ローミング時にはBands 1/5がそれぞれ機能する形となっている。
本端末発売と同時に、ソフトバンクモバイルからは、当端末をリモデルしたSoftBank 203Zが発売されている。
無線LANの機能はLAN側で「EMOBILE-GL09P-＊＊＊＊」というSSIDが発信され、11n規格の無線LANに対応する。一方、WAN側では携帯回線と自宅や会社などでも使用できるようにWi-Fi機能も備えている。

## 歴史
- 2013年7月17日 - イー・アクセス（現ワイモバイル）とZTEジャパンより、リリースを発表。
- 2013年8月5日 - 発売日発表
- 2013年8月9日 - 発売開始。同日にソフトウェアアップデートを実施。

## アップデート履歴
- 2013年8月9日[2]
  - 一部のポータブルデバイスで接続できないことがある事象の改善
  - 無線LAN機器との接続性の向上
  - 海外ローミング先でのネットワークとの接続性の向上